# Tomáš Töpfer

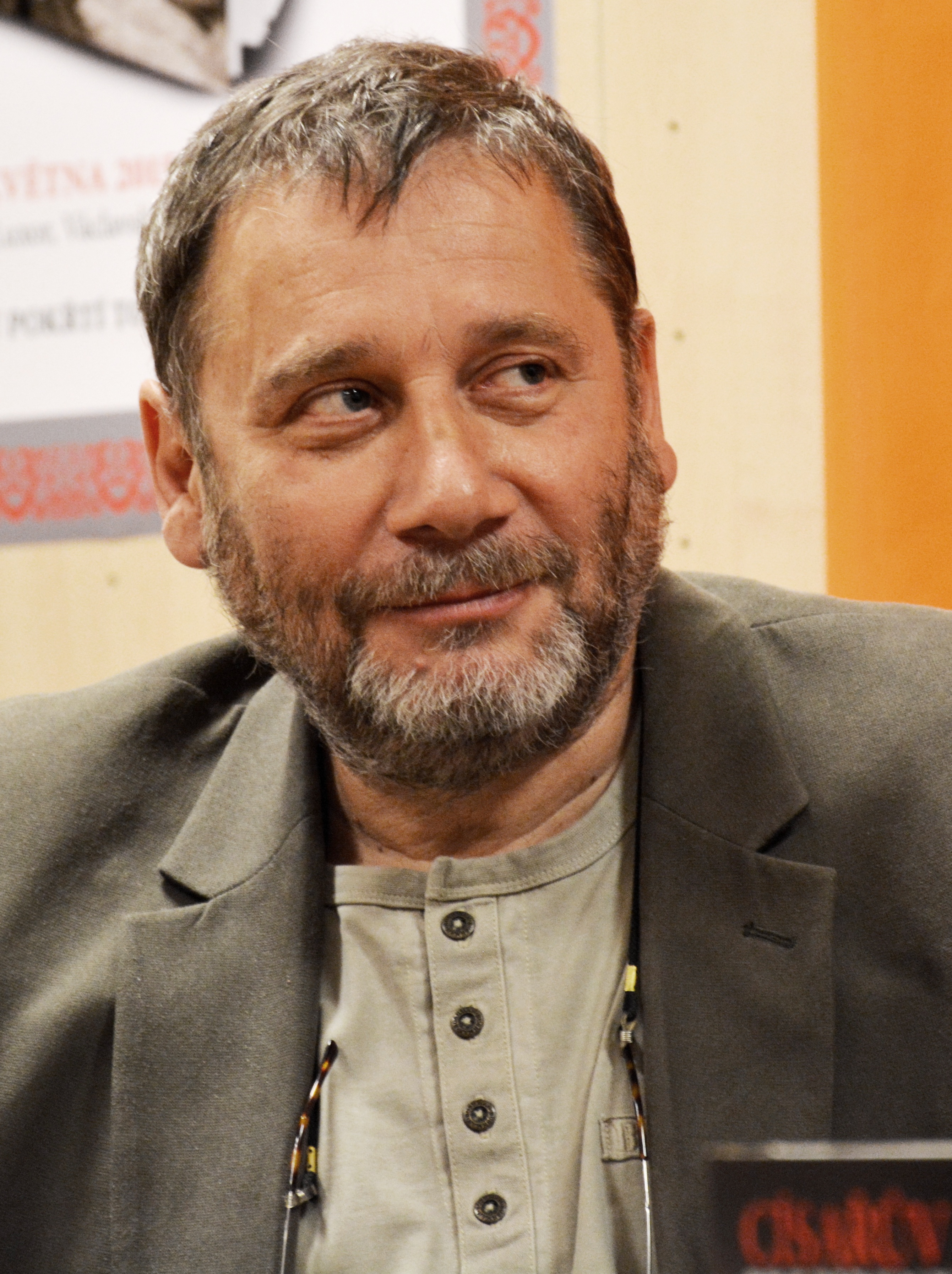
Tomáš Töpfer (2015)

Tomáš Töpfer (* 10. Januar 1951 in Prag, Tschechoslowakei) ist ein tschechischer Schauspieler und Politiker.

## Leben
Tomáš Töpfer studierte Schauspiel am Brünner Konservatorium und beendete 1972 sein Studium an der Theaterfakultät der Akademie der Musischen Künste in Prag. Anschließend spielte er in mehreren Städten Theater, darunter am Divadlo E. F. Buriana und am Divadlo na Vinohradech. Nach seinem Leinwanddebüt 1972 in Jiří Hanibals Drama Velikonoční dovolená, hatte Töpfer seine erste größere Rolle als Sprecher in dem von Július Matula, Jiří Svoboda und Tomáš Svoboda inszenierten Episoden-Krimi-Film Motiv für einen Mord.
2006–2012 war er als Senator für die tschechische Partei Občanská demokratická strana im Wahlbezirk Prag 4 tätig. 2022 wurde er als Kandidat des Wahlbündnisses Spolu erneut für sechs Jahre in den Senat gewählt, diesmal jedoch im Wahlbezirk Brünn-Stadt.
Töpfers Tochter ist die Musikerin Marta Töpferová.

## Filmografie (Auswahl)
- 1972: Velikonoční dovolená
- 1974: Motiv für einen Mord (Motiv pro vraždu)
- 1975: Zwei Mann zur Stelle (Dva muži hlásí příchod)
- 1984: Schach dem Residenten (Druhý tah pěšcem)
- 1988: Wie Poeten das Leben genießen (Jak básníkům chutná život)
- 1990: Unser tschechisches Liedchen (Ta naše písnička česká II.)
- 1991: Privatleben (Súkromné životy)
- 1993: Das Ende der Dichter in Böhmen (Konec básníků v Čechách)
- 1997: Passage (Pasáž)
- 2003: Das Krankenhaus am Rande der Stadt – 20 Jahre später (Nemocnice na kraji města po dvaceti letech, Fernsehserie, 13 Folgen)
- 2008: Die Trauer der Frau Schneider (Smutek paní Šnajderové)